# Aeroportul Kerang
Aeroportul Kerang (IATA: KRA, ICAO: YKER) este un aeroport din Victoria, Australia. A fost numit după Kerang⁠(d).
Situat la o altitudine de 80 m, aeroportul dispune de o singură pistă. Este operat de Shire of Gannawarra⁠(d).